# Калдево
Калдево —   деревня в Клепиковском районе Рязанской области России. Входит в состав Ненашкинского сельского поселения.

## География
Деревня находится в северной части области, в зоне хвойно-широколиственных лесов, в пределах Мещёрской низменности, на реке Пра.

### Климат
Климат характеризуется как умеренно континентальный, с тёплым летом и умеренно холодной снежной зимой. Средняя температура воздуха самого холодного месяца (января) — −11,5 °C (абсолютный минимум — −42 °C); самого тёплого месяца (июля) — 19 °C. Безморозный период длится около 140 дней. Среднегодовое количество осадков — 500 мм, из которых большая часть выпадает в тёплый период. Снежный покров держится в течение 135—145 дней.

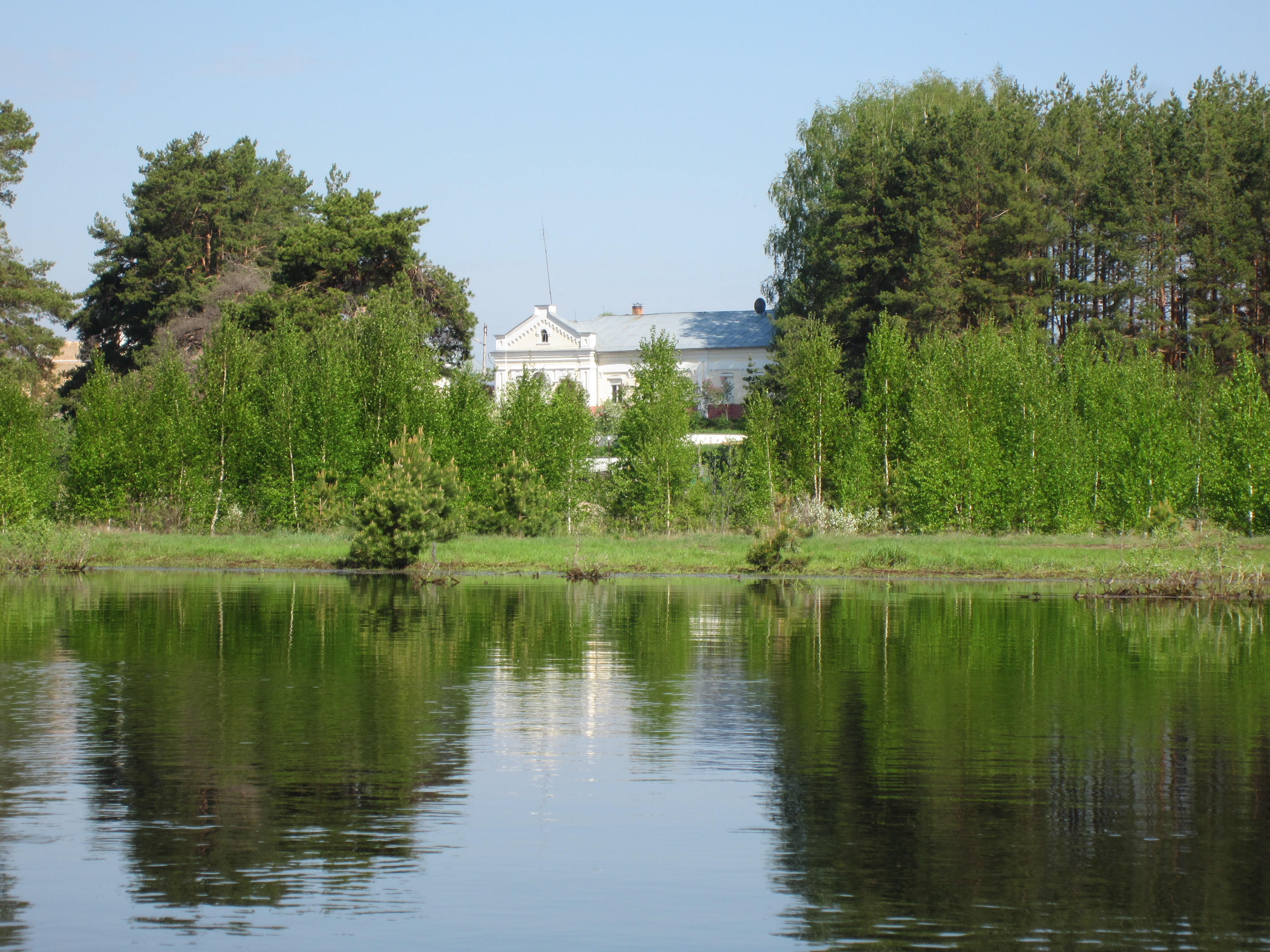
Усадьба в деревне Калдево

Расположена на левом берегу реки Пра. Рядом с деревней произрастает сосновый бор.

## История
В 1905 году деревня Калдево, Аксенцево тож, относилась к Ершовской волости Егорьевского уезда Рязанского уезда и имела 103 двора при численности населения 717 человек.

## Население
| 1859 | 1897 | 1906 | 2010 |
| ---- | ---- | ---- | ---- |
| 411  | ↗653 | ↗717 | ↘77  |

## Знаменитые уроженцы, жители
В деревне родились: Павлов, Григорий Петрович — советский партийный и государственный деятель;  Леонов, Анатолий Михайлович - советский инженер-конструктор, Лауреат Госпремии СССР; Леонов Андрей Павлович, полковник, заместитель начальника МГБ Литовской СР, награждённый тремя орденами Красного знамени, орденами Отечественной войны 1 и 2 степени, орденом Красной звёзды и орденом трудового Красного знамени; Леонов Иван Павлович, подполковник госбезопасности, почетный работник ВЧК, имеющий орден Красной звезды

## Инфраструктура
В деревне имеется магазин, Калдевский сельский дом культуры, библиотека